# Belén de Andamarca
Belén de Andamarca è un comune (municipio in spagnolo) della Bolivia nella provincia di Sud Carangas (dipartimento di Oruro) con 2.265 abitanti dato 2010).

## Cantoni
Il comune è suddiviso in 4 cantoni.
- Belén de Andamarca
- Calama Huayllamarca
- Cruz de Huayllamarca
- Real Machacamarca